# Szpital Powiatowy im. św. Faustyny Kowalskiej w Łęcznej
Szpital Powiatowy im. św. Faustyny Kowalskiej w Łęcznej, Szpital Powiatowy w Łęcznej, Samodzielny Publiczny Zakład Opieki Zdrowotnej w Łęcznej - szpital w Łęcznej położony przy ul. Krasnystawskiej 52.

## Historia
Urząd Miasta w Łęcznej planował budowę szpitala od lat 80 XX w. 17 maja 1995 roku powstał Komitet Budowy Szpitala. W czerwcu 2000 roku wmurowano i poświęcono kamień węgielny i rozpoczętą budowę obiektu. Budowa szpitala zakończyła się 31 grudnia 2008 r.
Od 25 lutego 2009 r. szpital nosi imię św. Faustyny Kowalskiej.
23 maja 2009 odbyło się uroczyste otwarcie szpitala.
W 2011 przy szpitalu oddano do użytku lądowisko sanitarne.

## Informacje ogólne
Szpital ma 8 oddziałów, na których znajdują się 144 łóżka.

### Oddziały szpitala[2]
- Oddział oparzeń - Wschodnie Centrum Leczenia Oparzeń, Centrum Chirurgii Rekonstrukcyjnej

lekarz koordynujący prof. dr hab. n. med. Jerzy Strużyna
- Oddział chirurgii ogólnej i mało inwazyjnej
- Oddział anestezjologii i intensywnej terapii
- Oddział chorób wewnętrznych
- Oddział rehabilitacji i dzienny ośrodek rehabilitacji
- Oddział urazowo-ortopedyczny
- Ośrodek hiperbarii
- Szpitalny oddział ratunkowy